# Juchipila
Juchipila är en ort i Mexiko.   Den ligger i kommunen Juchipila och delstaten Zacatecas, i den centrala delen av landet, 500 km nordväst om huvudstaden Mexico City. Juchipila ligger 1 248 meter över havet och antalet invånare är 6 700.
Terrängen runt Juchipila är varierad. Juchipila ligger nere i en dal. Runt Juchipila är det ganska glesbefolkat, med 28 invånare per kvadratkilometer. Juchipila är det största samhället i trakten. I omgivningarna runt Juchipila växer huvudsakligen savannskog.